# Liste der Nummer-eins-Hits in Kroatien (2023)
Diese Liste der Nummer-eins-Hits basiert auf den offiziellen HRtop40 (Airplaycharts) und den Top lista prodaje (kroatische („domaće“) und ausländische („strano“) Alben) der Hrvatska diskografska udruga (HDU) im Jahr 2023.

## Singles
| ← 2022 ← | Liste der Nummer-eins-Hits in Kroatien | Liste der Nummer-eins-Hits in Kroatien | Liste der Nummer-eins-Hits in Kroatien       | 2024 → |
| \| Zeitraum \| Wo. ges. \| Interpret \| Titel Autor(en) \| Zusätzliche Informationen \| \| (Zeitraum, Wochen auf Platz eins, Interpret, Titel, Autor[en], zusätzliche Informationen) \| \| \| \| \| \| ----------------------------------------------------------------------------------------- \| -------- \| ---------------------------------- \| -------------------------------------------- \| -------------------------------------------------------------------------------------------------------------------------------------------------------------------------------------------------------------------------------------------------------------------------------------------------------------------------------------------------------------------------- \| \| 1. Woche 1 Woche (insgesamt 20) \| 20 \| Eni Jurišić & Matija Cvek \| Trebaš li me Matija Cvek \| – \| \| 2. Woche 1 Woche \| 1 \| Massimo \| Zamisli Ivan Dečak, Rajko Dujmić \| Das Lied ist eine Hinterlassenschaft des 2020 verstorbenen Rajko Dujmić, unter anderem Mitglied des ESC-Teilnehmers Novi Fosili, die von Vatra-Sänger Ivan Dečak fertiggeschrieben wurde.[1] Dečak ist auch Autor von Massimos größtem Hit Mali krug velikih ljudi, 2020/21 30 Wochen lang auf Platz 1. Ebenso lange brauchte Zamisli vom Charteintritt bis an die Spitze. \| \| 3.–7. Woche 5 Wochen \| 5 \| Noelle \| Bye Bye Ivan Zečić, Miroslav Zečić \| Vor knapp zwei Jahren hatte die Sängerin ihren ersten Nummer-eins-Hit. Trotz des Radioerfolgs scheiterte die Bewerbung für den nationalen ESC-Vorentscheid.[2] \| \| 8.–13. Woche 6 Wochen (insgesamt 7) \| 7 \| Let 3 \| Mama ŠČ! Damir Martinović, Zoran Prodanović \| Sieger des Dora wurden Let 3, die damit der ESC-Vertreter Kroatiens sind und das mit einer Nummer 1 untermauern können.[3] \| \| 14.–19. Woche 6 Wochen (insgesamt 7) \| 7 \| Parni Valjak feat. Igor Drvenkar \| Moja glava, moja pravila Husein Hasanefendić \| – \| \| 20. Woche 1 Woche (insgesamt 7) \| 7 \| Let 3 \| Mama ŠČ! Damir Martinović, Zoran Prodanović \| – \| \| 21. Woche 1 Woche (insgesamt 7) \| 7 \| Parni Valjak feat. Igor Drvenkar \| Moja glava, moja pravila Husein Hasanefendić \| – \| \| 22.–26. Woche 5 Wochen \| 5 \| Igor Delač feat. Anonimo \| Laganini Ivan Zečić, Miroslav Zečić \| – \| \| 27.–39. Woche 13 Wochen \| 13 \| Nina Badrić & Petar Grašo \| Nemoj Tonči Huljić, Vjekoslava Huljić-Tolić \| – \| \| 40.–41. Woche 2 Wochen \| 2 \| Vatra \| Meni treba tako malo Ivan Dečak \| – \| \| 42. Woche 1 Woche \| 1 \| Igor Delač \| Šta da radim Ivan Zečić, Miroslav Zečić \| – \| \| 43. Woche 1 Woche (insgesamt 2) \| 2 \| Damir Kedžo \| Sreća to je kada te imam Ante Pecotić \| – \| \| 44. Woche 1 Woche (insgesamt 2) \| 2 \| Marko Škugor & Danijela Martinović \| Ono nešto Marko Škugor, Danijela Martinović \| – \| \| 45. Woche 1 Woche (insgesamt 2) \| 2 \| Damir Kedžo \| Sreća to je kada te imam Ante Pecotić \| – \| \| 46. Woche 1 Woche (insgesamt 2) \| 2 \| Marko Škugor & Danijela Martinović \| Ono nešto Marko Škugor, Danijela Martinović \| – \| \| 47.–51. Woche 5 Wochen (insgesamt 7) \| 7 \| Parni Valjak feat. Igor Drvenkar \| Sad kad znaš Husein Hasanefendić \| – \| \| 52. Woche 1 Woche \| 1 \| Goran Karan i Jazz Orkestar HRT–a \| Za ovaj Božić Goran Karan \| – \| |                                        |                                        |                                              | |
| ← 2022 |                                        |                                        |                                              | → 2024 → |
| Zeitraum | Wo. ges.                               | Interpret                              | Titel Autor(en)                              | Zusätzliche Informationen |
| (Zeitraum, Wochen auf Platz eins, Interpret, Titel, Autor[en], zusätzliche Informationen) |                                        |                                        |                                              | |
| 1. Woche 1 Woche (insgesamt 20) | 20                                     | Eni Jurišić & Matija Cvek              | Trebaš li me Matija Cvek                     | – |
| 2. Woche 1 Woche | 1                                      | Massimo                                | Zamisli Ivan Dečak, Rajko Dujmić             | Das Lied ist eine Hinterlassenschaft des 2020 verstorbenen Rajko Dujmić, unter anderem Mitglied des ESC-Teilnehmers Novi Fosili, die von Vatra-Sänger Ivan Dečak fertiggeschrieben wurde. Dečak ist auch Autor von Massimos größtem Hit Mali krug velikih ljudi, 2020/21 30 Wochen lang auf Platz 1. Ebenso lange brauchte Zamisli vom Charteintritt bis an die Spitze. |
| 3.–7. Woche 5 Wochen | 5                                      | Noelle                                 | Bye Bye Ivan Zečić, Miroslav Zečić           | Vor knapp zwei Jahren hatte die Sängerin ihren ersten Nummer-eins-Hit. Trotz des Radioerfolgs scheiterte die Bewerbung für den nationalen ESC-Vorentscheid. |
| 8.–13. Woche 6 Wochen (insgesamt 7) | 7                                      | Let 3                                  | Mama ŠČ! Damir Martinović, Zoran Prodanović  | Sieger des Dora wurden Let 3, die damit der ESC-Vertreter Kroatiens sind und das mit einer Nummer 1 untermauern können. |
| 14.–19. Woche 6 Wochen (insgesamt 7) | 7                                      | Parni Valjak feat. Igor Drvenkar       | Moja glava, moja pravila Husein Hasanefendić | – |
| 20. Woche 1 Woche (insgesamt 7) | 7                                      | Let 3                                  | Mama ŠČ! Damir Martinović, Zoran Prodanović  | – |
| 21. Woche 1 Woche (insgesamt 7) | 7                                      | Parni Valjak feat. Igor Drvenkar       | Moja glava, moja pravila Husein Hasanefendić | – |
| 22.–26. Woche 5 Wochen | 5                                      | Igor Delač feat. Anonimo               | Laganini Ivan Zečić, Miroslav Zečić          | – |
| 27.–39. Woche 13 Wochen | 13                                     | Nina Badrić & Petar Grašo              | Nemoj Tonči Huljić, Vjekoslava Huljić-Tolić  | – |
| 40.–41. Woche 2 Wochen | 2                                      | Vatra                                  | Meni treba tako malo Ivan Dečak              | – |
| 42. Woche 1 Woche | 1                                      | Igor Delač                             | Šta da radim Ivan Zečić, Miroslav Zečić      | – |
| 43. Woche 1 Woche (insgesamt 2) | 2                                      | Damir Kedžo                            | Sreća to je kada te imam Ante Pecotić        | – |
| 44. Woche 1 Woche (insgesamt 2) | 2                                      | Marko Škugor & Danijela Martinović     | Ono nešto Marko Škugor, Danijela Martinović  | – |
| 45. Woche 1 Woche (insgesamt 2) | 2                                      | Damir Kedžo                            | Sreća to je kada te imam Ante Pecotić        | – |
| 46. Woche 1 Woche (insgesamt 2) | 2                                      | Marko Škugor & Danijela Martinović     | Ono nešto Marko Škugor, Danijela Martinović  | – |
| 47.–51. Woche 5 Wochen (insgesamt 7) | 7                                      | Parni Valjak feat. Igor Drvenkar       | Sad kad znaš Husein Hasanefendić             | – |
| 52. Woche 1 Woche | 1                                      | Goran Karan i Jazz Orkestar HRT–a      | Za ovaj Božić Goran Karan                    | – |

## Alben
| ← 2022 ← | Liste der Nummer-eins-Hits in Kroatien (Lista prodaje domaće (einheimische Alben)) | Liste der Nummer-eins-Hits in Kroatien (Lista prodaje domaće (einheimische Alben)) | Liste der Nummer-eins-Hits in Kroatien (Lista prodaje domaće (einheimische Alben)) | 2024 → |
| \| Zeitraum \| Wo. ges. \| Interpret \| Titel \| Zusätzliche Informationen \| \| (Zeitraum, Wochen auf Platz eins, Interpret, Titel, zusätzliche Informationen) \| \| \| \| \| \| ------------------------------------------------------------------------------ \| -------- \| ------------------ \| --------------------------------------- \| ------------------------------------------------------------------------------------------------------------------------------------------------- \| \| 52. Woche 2023 – 1. Woche 2024 2 Wochen \| 2 \| Dalmatino \| Live 2022 \| – \| \| 2. Woche 1 Woche (insgesamt 3) \| 3 \| Parni Valjak \| Vrijeme ljubavi \| – \| \| 3. Woche 1 Woche (insgesamt 2) \| 2 \| Nika Turković \| 11 \| – \| \| 4.–6. Woche 3 Wochen \| 3 \| Kao Kakao \| Leb i sol \| – \| \| 7. Woche 1 Woche (insgesamt 2) \| 2 \| Josipa Lisac \| Dnevnik jedne ljubavi \| – \| \| 8. Woche 1 Woche \| 1 \| Damir S. \| Samo svoj \| – \| \| 9. Woche 1 Woche (insgesamt 2) \| 2 \| Josipa Lisac \| Dnevnik jedne ljubavi \| – \| \| 10.–11. Woche 2 Wochen (insgesamt 5) \| 5 \| Vojko V \| Dvojko \| – \| \| 12. Woche 1 Woche (insgesamt 5) \| 5 \| Električni Orgazam \| Warszawa ’81 \| – \| \| 13. Woche 1 Woche (insgesamt 5) \| 5 \| Vojko V \| Dvojko \| – \| \| 14.–17. Woche 4 Wochen (insgesamt 5) \| 5 \| Električni Orgazam \| Warszawa ’81 \| – \| \| 18.–21. Woche 4 Wochen \| 4 \| Dino Dvornik \| Dino Dvornik (Remaster 2023) \| Knapp 15 Jahre nach seinem Tod kehrt der Sänger und Schauspieler mit der neu abgemischten Version seines Debütalbums von 1989 auf Platz 1 zurück. \| \| 22.–23. Woche 2 Wochen (insgesamt 5) \| 5 \| Vojko V \| Dvojko \| – \| \| 24.–28. Woche 5 Wochen (insgesamt 7) \| 7 \| Fit \| The Best of Fit – 40 godina (1982–2022) \| – \| \| 29. Woche 1 Woche \| 1 \| Fra Šito Ćorić \| 50 originalnih pjesama \| – \| \| 30.–31. Woche 2 Wochen (insgesamt 7) \| 7 \| Fit \| The Best of Fit – 40 godina (1982–2022) \| – \| \| 32.–36. Woche 5 Wochen (insgesamt 6) \| 6 \| Haustor \| Bolero \| – \| \| 37. Woche 1 Woche \| 1 \| Hladno Pivo \| Džinovski \| – \| \| 38. Woche 1 Woche \| 1 \| Matija Cvek \| Vile se ovdje igraju \| – \| \| 39. Woche 1 Woche \| 1 \| Pocket Palma \| III \| – \| \| 40. Woche 1 Woche (insgesamt 6) \| 6 \| Haustor \| Bolero \| – \| \| 41. Woche 1 Woche (insgesamt 2) \| 2 \| Nika Turković \| 11 \| – \| \| 42.–46. Woche 5 Wochen \| 5 \| Majke \| Razdor [Neuausgabe] \| Die Rockband aus Vinkovci hatte das Album 1993 veröffentlicht und erreicht 30 Jahre später mit einer überarbeiteten Neuauflage Platz 1. \| \| 47. Woche 1 Woche \| 1 \| Gabi Novak \| Pjesma je moj život \| – \| \| 48.–51. Woche 4 Wochen \| 4 \| Hladno Pivo \| Šamar \| – \| \| 52. Woche 2023 – 1. Woche 2024 2 Wochen (insgesamt 3) \| 3 \| Vještice \| Totalno drukčiji od drugih \| – \| |                                                                                    |                                                                                    |                                                                                    | |
| ← 2022 |                                                                                    |                                                                                    |                                                                                    | → 2024 → |
| Zeitraum | Wo. ges.                                                                           | Interpret                                                                          | Titel                                                                              | Zusätzliche Informationen |
| (Zeitraum, Wochen auf Platz eins, Interpret, Titel, zusätzliche Informationen) |                                                                                    |                                                                                    |                                                                                    | |
| 52. Woche 2023 – 1. Woche 2024 2 Wochen | 2                                                                                  | Dalmatino                                                                          | Live 2022                                                                          | – |
| 2. Woche 1 Woche (insgesamt 3) | 3                                                                                  | Parni Valjak                                                                       | Vrijeme ljubavi                                                                    | – |
| 3. Woche 1 Woche (insgesamt 2) | 2                                                                                  | Nika Turković                                                                      | 11                                                                                 | – |
| 4.–6. Woche 3 Wochen | 3                                                                                  | Kao Kakao                                                                          | Leb i sol                                                                          | – |
| 7. Woche 1 Woche (insgesamt 2) | 2                                                                                  | Josipa Lisac                                                                       | Dnevnik jedne ljubavi                                                              | – |
| 8. Woche 1 Woche | 1                                                                                  | Damir S.                                                                           | Samo svoj                                                                          | – |
| 9. Woche 1 Woche (insgesamt 2) | 2                                                                                  | Josipa Lisac                                                                       | Dnevnik jedne ljubavi                                                              | – |
| 10.–11. Woche 2 Wochen (insgesamt 5) | 5                                                                                  | Vojko V                                                                            | Dvojko                                                                             | – |
| 12. Woche 1 Woche (insgesamt 5) | 5                                                                                  | Električni Orgazam                                                                 | Warszawa ’81                                                                       | – |
| 13. Woche 1 Woche (insgesamt 5) | 5                                                                                  | Vojko V                                                                            | Dvojko                                                                             | – |
| 14.–17. Woche 4 Wochen (insgesamt 5) | 5                                                                                  | Električni Orgazam                                                                 | Warszawa ’81                                                                       | – |
| 18.–21. Woche 4 Wochen | 4                                                                                  | Dino Dvornik                                                                       | Dino Dvornik (Remaster 2023)                                                       | Knapp 15 Jahre nach seinem Tod kehrt der Sänger und Schauspieler mit der neu abgemischten Version seines Debütalbums von 1989 auf Platz 1 zurück. |
| 22.–23. Woche 2 Wochen (insgesamt 5) | 5                                                                                  | Vojko V                                                                            | Dvojko                                                                             | – |
| 24.–28. Woche 5 Wochen (insgesamt 7) | 7                                                                                  | Fit                                                                                | The Best of Fit – 40 godina (1982–2022)                                            | – |
| 29. Woche 1 Woche | 1                                                                                  | Fra Šito Ćorić                                                                     | 50 originalnih pjesama                                                             | – |
| 30.–31. Woche 2 Wochen (insgesamt 7) | 7                                                                                  | Fit                                                                                | The Best of Fit – 40 godina (1982–2022)                                            | – |
| 32.–36. Woche 5 Wochen (insgesamt 6) | 6                                                                                  | Haustor                                                                            | Bolero                                                                             | – |
| 37. Woche 1 Woche | 1                                                                                  | Hladno Pivo                                                                        | Džinovski                                                                          | – |
| 38. Woche 1 Woche | 1                                                                                  | Matija Cvek                                                                        | Vile se ovdje igraju                                                               | – |
| 39. Woche 1 Woche | 1                                                                                  | Pocket Palma                                                                       | III                                                                                | – |
| 40. Woche 1 Woche (insgesamt 6) | 6                                                                                  | Haustor                                                                            | Bolero                                                                             | – |
| 41. Woche 1 Woche (insgesamt 2) | 2                                                                                  | Nika Turković                                                                      | 11                                                                                 | – |
| 42.–46. Woche 5 Wochen | 5                                                                                  | Majke                                                                              | Razdor [Neuausgabe]                                                                | Die Rockband aus Vinkovci hatte das Album 1993 veröffentlicht und erreicht 30 Jahre später mit einer überarbeiteten Neuauflage Platz 1.           |
| 47. Woche 1 Woche | 1                                                                                  | Gabi Novak                                                                         | Pjesma je moj život                                                                | – |
| 48.–51. Woche 4 Wochen | 4                                                                                  | Hladno Pivo                                                                        | Šamar                                                                              | – |
| 52. Woche 2023 – 1. Woche 2024 2 Wochen (insgesamt 3) | 3                                                                                  | Vještice                                                                           | Totalno drukčiji od drugih                                                         | – |

| ← 2022 ← | Liste der Nummer-eins-Hits in Kroatien (Lista prodaje strano (ausländische Alben)) | Liste der Nummer-eins-Hits in Kroatien (Lista prodaje strano (ausländische Alben)) | Liste der Nummer-eins-Hits in Kroatien (Lista prodaje strano (ausländische Alben)) | 2024 → |
| \| Zeitraum \| Wo. ges. \| Interpret \| Titel \| Zusätzliche Informationen \| \| (Zeitraum, Wochen auf Platz eins, Interpret, Titel, zusätzliche Informationen) \| \| \| \| \| \| ------------------------------------------------------------------------------ \| -------- \| ----------------------- \| ---------------------------------------------------- \| --------------------------------------------------------------------------------------------------------------------------------------------------------------- \| \| 1. Woche 1 Woche \| 1 \| Eminem \| Relapse \| – \| \| 2.–3. Woche 2 Wochen (insgesamt 3) \| 3 \| Arctic Monkeys \| AM \| Zum 10-jährigen Jubiläum der Erstveröffentlichung ihres erfolgreichsten Albums kehren die in Kroatien besonders erfolgreichen Briten an die Chartspitze zurück. \| \| 4. Woche 1 Woche \| 1 \| Stray Kids \| Oddinary \| – \| \| 5.–7. Woche 3 Wochen \| 3 \| Måneskin \| Rush! \| – \| \| 8. Woche 1 Woche \| 1 \| Iggy Pop \| Every Loser \| – \| \| 9. Woche 1 Woche (insgesamt 2) \| 2 \| Gorillaz \| Cracker Island \| – \| \| 10. Woche 1 Woche \| 1 \| Karlowy Vary \| La Femme \| – \| \| 11. Woche 1 Woche (insgesamt 2) \| 2 \| Gorillaz \| Cracker Island \| – \| \| 12. Woche 1 Woche \| 1 \| U2 \| Songs of Surrender \| – \| \| 13. Woche 1 Woche \| 1 \| Pink Floyd \| The Dark Side of the Moon (Live at Wembley 1974) \| – \| \| 14.–15. Woche 2 Wochen \| 2 \| Depeche Mode \| Memento mori \| – \| \| 16.–18. Woche 3 Wochen \| 3 \| Metallica \| 72 Seasons \| – \| \| 19.–22. Woche 4 Wochen \| 4 \| Ed Sheeran \| − (Subtract) \| – \| \| 23. Woche 1 Woche \| 1 \| Led Zeppelin \| Untitled \| – \| \| 24. Woche 1 Woche \| 1 \| Bob Dylan \| Shadow Kingdom \| – \| \| 25.–26. Woche 2 Wochen \| 2 \| Lačni Franz \| Ikebana \| – \| \| 27. Woche 1 Woche \| 1 \| Madonna \| Finally Enough Love (50 Number Ones) \| – \| \| 28. Woche 1 Woche (insgesamt 5) \| 5 \| Taylor Swift \| Speak Now: Taylor’s Version \| – \| \| 29. Woche 1 Woche \| 1 \| Queens of the Stone Age \| In Times New Roman … \| – \| \| 30. Woche 1 Woche \| 1 \| Aespa \| My World: The 3rd Mini Album \| – \| \| 31. Woche 1 Woche (insgesamt 5) \| 5 \| Taylor Swift \| Speak Now: Taylor’s Version \| – \| \| 32. Woche 1 Woche \| 1 \| (Soundtrack) \| Barbie: The Album \| – \| \| 33. Woche 1 Woche \| 1 \| Blur \| The Ballad of Darren \| – \| \| 34. Woche 1 Woche \| 1 \| Talking Heads \| Stop Making Sense \| – \| \| 35.–37. Woche 3 Wochen (insgesamt 5) \| 5 \| Taylor Swift \| Speak Now: Taylor’s Version \| – \| \| 38. Woche 1 Woche (insgesamt 3) \| 3 \| Arctic Monkeys \| AM \| – \| \| 39. Woche 1 Woche \| 1 \| Madonna \| Madame X (Music from the Theater Experience) \| – \| \| 40.–42. Woche 3 Wochen (insgesamt 9) \| 9 \| Kud Idijoti \| Glupost je neuništiva \| – \| \| 43.–44. Woche 2 Wochen (insgesamt 5) \| 5 \| The Rolling Stones \| Hackney Diamonds \| – \| \| 45.–46. Woche 2 Wochen (insgesamt 3) \| 3 \| Taylor Swift \| 1989 (Taylor’s Version – Crystal Skies Blue Edition) \| – \| \| 47. Woche 1 Woche (insgesamt 5) \| 5 \| The Rolling Stones \| Hackney Diamonds \| – \| \| 48.–51. Woche 4 Wochen (insgesamt 9) \| 9 \| Kud Idijoti \| Glupost je neuništiva \| – \| \| 52. Woche 1 Woche (insgesamt 5) \| 5 \| The Rolling Stones \| Hackney Diamonds \| – \| |                                                                                    |                                                                                    |                                                                                    | |
| ← 2022 |                                                                                    |                                                                                    |                                                                                    | → 2024 → |
| Zeitraum | Wo. ges.                                                                           | Interpret                                                                          | Titel                                                                              | Zusätzliche Informationen |
| (Zeitraum, Wochen auf Platz eins, Interpret, Titel, zusätzliche Informationen) |                                                                                    |                                                                                    |                                                                                    | |
| 1. Woche 1 Woche | 1                                                                                  | Eminem                                                                             | Relapse                                                                            | – |
| 2.–3. Woche 2 Wochen (insgesamt 3) | 3                                                                                  | Arctic Monkeys                                                                     | AM                                                                                 | Zum 10-jährigen Jubiläum der Erstveröffentlichung ihres erfolgreichsten Albums kehren die in Kroatien besonders erfolgreichen Briten an die Chartspitze zurück. |
| 4. Woche 1 Woche | 1                                                                                  | Stray Kids                                                                         | Oddinary                                                                           | – |
| 5.–7. Woche 3 Wochen | 3                                                                                  | Måneskin                                                                           | Rush!                                                                              | – |
| 8. Woche 1 Woche | 1                                                                                  | Iggy Pop                                                                           | Every Loser                                                                        | – |
| 9. Woche 1 Woche (insgesamt 2) | 2                                                                                  | Gorillaz                                                                           | Cracker Island                                                                     | – |
| 10. Woche 1 Woche | 1                                                                                  | Karlowy Vary                                                                       | La Femme                                                                           | – |
| 11. Woche 1 Woche (insgesamt 2) | 2                                                                                  | Gorillaz                                                                           | Cracker Island                                                                     | – |
| 12. Woche 1 Woche | 1                                                                                  | U2                                                                                 | Songs of Surrender                                                                 | – |
| 13. Woche 1 Woche | 1                                                                                  | Pink Floyd                                                                         | The Dark Side of the Moon (Live at Wembley 1974)                                   | – |
| 14.–15. Woche 2 Wochen | 2                                                                                  | Depeche Mode                                                                       | Memento mori                                                                       | – |
| 16.–18. Woche 3 Wochen | 3                                                                                  | Metallica                                                                          | 72 Seasons                                                                         | – |
| 19.–22. Woche 4 Wochen | 4                                                                                  | Ed Sheeran                                                                         | − (Subtract)                                                                       | – |
| 23. Woche 1 Woche | 1                                                                                  | Led Zeppelin                                                                       | Untitled                                                                           | – |
| 24. Woche 1 Woche | 1                                                                                  | Bob Dylan                                                                          | Shadow Kingdom                                                                     | – |
| 25.–26. Woche 2 Wochen | 2                                                                                  | Lačni Franz                                                                        | Ikebana                                                                            | – |
| 27. Woche 1 Woche | 1                                                                                  | Madonna                                                                            | Finally Enough Love (50 Number Ones)                                               | – |
| 28. Woche 1 Woche (insgesamt 5) | 5                                                                                  | Taylor Swift                                                                       | Speak Now: Taylor’s Version                                                        | – |
| 29. Woche 1 Woche | 1                                                                                  | Queens of the Stone Age                                                            | In Times New Roman …                                                               | – |
| 30. Woche 1 Woche | 1                                                                                  | Aespa                                                                              | My World: The 3rd Mini Album                                                       | – |
| 31. Woche 1 Woche (insgesamt 5) | 5                                                                                  | Taylor Swift                                                                       | Speak Now: Taylor’s Version                                                        | – |
| 32. Woche 1 Woche | 1                                                                                  | (Soundtrack)                                                                       | Barbie: The Album                                                                  | – |
| 33. Woche 1 Woche | 1                                                                                  | Blur                                                                               | The Ballad of Darren                                                               | – |
| 34. Woche 1 Woche | 1                                                                                  | Talking Heads                                                                      | Stop Making Sense                                                                  | – |
| 35.–37. Woche 3 Wochen (insgesamt 5) | 5                                                                                  | Taylor Swift                                                                       | Speak Now: Taylor’s Version                                                        | – |
| 38. Woche 1 Woche (insgesamt 3) | 3                                                                                  | Arctic Monkeys                                                                     | AM                                                                                 | – |
| 39. Woche 1 Woche | 1                                                                                  | Madonna                                                                            | Madame X (Music from the Theater Experience)                                       | – |
| 40.–42. Woche 3 Wochen (insgesamt 9) | 9                                                                                  | Kud Idijoti                                                                        | Glupost je neuništiva                                                              | – |
| 43.–44. Woche 2 Wochen (insgesamt 5) | 5                                                                                  | The Rolling Stones                                                                 | Hackney Diamonds                                                                   | – |
| 45.–46. Woche 2 Wochen (insgesamt 3) | 3                                                                                  | Taylor Swift                                                                       | 1989 (Taylor’s Version – Crystal Skies Blue Edition)                               | – |
| 47. Woche 1 Woche (insgesamt 5) | 5                                                                                  | The Rolling Stones                                                                 | Hackney Diamonds                                                                   | – |
| 48.–51. Woche 4 Wochen (insgesamt 9) | 9                                                                                  | Kud Idijoti                                                                        | Glupost je neuništiva                                                              | – |
| 52. Woche 1 Woche (insgesamt 5) | 5                                                                                  | The Rolling Stones                                                                 | Hackney Diamonds                                                                   | – |